# Мебібайт
Мебібайт (походить від складання мега бінарний байт) одиниця вимірювання інформації, скорочено МіБ.
1 МіБ = 220 байт = 1,048,576 байт = 1,024 кібібайт
1 МіБ = 1024 (= 210) кібібайт (КіБ), та 1024 МіБ дорівнює один гібібайт (ГіБ).

## Проблематика
Мебібайт тісно пов'язаний з мегабайтом (МБ), з деякою засторогою їх можна назвати синонімами, які використовують в залежності від контексту. Але під мегабайтом слід розуміти значення, яке дорівнює 106 байт = 1 000 000 байт. Ці два значення досить близькі, але це може привести до помилок в обчисленні. Наприклад треба знати точний розмір файлу, або яку ємність має накопичувач. Ця плутанина стає ще гіршою, в зв'язку з розповсюдженням операційної системи Microsoft Windows, яка відображає розмір в тисячах кібібайтів, що породжує третє число, що означає те саме, що й попередні два, але також з невеличким відхиленням.

## Статус
Одиниця була прийнята та затверджена Міжнародною Електротехнічною Комісією (МЕК), у грудні 1998. Використання мебібайта та подібних до неї одиниць, було підтримано Інститутом інженерів з електроніки та електротехніки (англійське IEEE), а також Міжнародним комітетом з вимірювання (CIPM).
Мібібайт — це поширена помилка, яка виникла через те, що у скороченому вигляді пишеться МіБ, а не МеБ. Але літера "і" в скороченні позначає не початок префіксу, а його кінець.